# Jovo Lončarić
Jovo Lončarić, hrvaški general, * 8. oktober 1912, † ?.

## Življenjepis
Pred vojno je bil podčastnik JV. Leta 1941 se je pridružil NOVJ; naslednje leto je vstopil v NOVJ in KPJ. Med vojno je bil poveljnik več enot; vojno je končal na položaju načelnika štaba 35. divizije.
Po vojni je nadaljeval vojaško kariero. Končal je VVA JLA.